# نوی سور مرن
شهر نوی سور مرن (به فرانسوی: نوی سور مرن) در شهرستان سن-سن-دنی در ناحیه ایل-دو-فرانس با جمعیت ۳۳٬۳۵۲ نفر در کشور فرانسه واقع شده است.